# Mount Grendal
Mount Grendal är ett berg i Antarktis. Det ligger i Östantarktis. Nya Zeeland gör anspråk på området. Toppen på Mount Grendal är 2 000 meter över havet, eller 522 meter över den omgivande terrängen. Bredden vid basen är 3,5 km.
Terrängen runt Mount Grendal är bergig åt nordväst, men åt sydost är den kuperad. Trakten är obefolkad. Det finns inga samhällen i närheten.